# Denis Shevyrin
Denis Shevyrin (auch Dennis Schevyrin; * 29. März 1995 in Sankt Petersburg, Russland) ist ein deutscher Eishockeyspieler, der seit Juli 2024 bei den Eispiraten Crimmitschau aus der DEL2 unter Vertrag steht und dort auf der Position des Verteidigers spielt. Zuvor war Shevyrin unter anderem für die Iserlohn Roosters in der Deutschen Eishockey Liga (DEL) aktiv.

## Karriere
Shevyrin begann mit vier Jahren das Eishockeyspielen in seiner Geburtsstadt Sankt Petersburg bei Tornado Sankt Petersburg. Von 2008 bis 2011 spielte er in der Schüler-Mannschaft des Krefelder EV. In der Saison 2009/10 war Shevyrin Topscorer seines Teams. Von 2011 bis 2013 spielte er für den KEV in der Deutschen Nachwuchsliga (DNL). Anschließend wechselte er in die North American Hockey League (NAHL) zu den Minnesota Magicians. Während seiner Zeit in den Vereinigten Staaten machte er seinen Abschluss an einer High School.
Zur Saison 2015/16 kehrte Shevyrin zurück nach Deutschland und unterschrieb einen Vertrag bei den Iserlohn Roosters aus der Deutschen Eishockey Liga (DEL). Zudem erhielt er eine Förderlizenz für den Kooperationspartner Bietigheim Steelers aus der DEL2 und den Herner EV 2007 aus der drittklassigen Oberliga. In der Saison 2018/19 spielte Denis Shevyrin für den Zweitligaklub EC Bad Nauheim, ehe er im Mai 2019 zum Ligakonkurrenten Kassel Huskies wechselte. Dort spielte der Verteidiger vier Jahre lang bis zum Frühjahr 2023, dabei zwei Jahre als Mannschaftskapitän. Anschließend erhielt er einen Vertrag beim DEL2-Aufsteiger Starbulls Rosenheim. Nach einer Saison verließ er den Klub wieder und wechselte im Mai 2024 zum Ligakonkurrenten Eispiraten Crimmitschau.

### International
Shevyrin spielte erstmals bei der World U-17 Hockey Challenge 2012 für eine Junioren-Nationalmannschaft des Deutschen Eishockey-Bundes. Auch bei den U18-Junioren-Weltmeisterschaften 2012 und 2013 stand er im deutschen Kader. Während der Vorbereitung auf die U20-Junioren-Weltmeisterschaft 2015 wurde er bei der letzten Kaderreduzierung vor Turnierbeginn gestrichen.

## Karrierestatistik
Stand: Ende der Saison 2024/25

### International
Vertrat Deutschland bei:
- World U-17 Hockey Challenge 2012
- U18-Junioren-Weltmeisterschaft 2012
- U18-Junioren-Weltmeisterschaft 2013

(Legende zur Spielerstatistik: Sp oder GP = absolvierte Spiele; T oder G = erzielte Tore; V oder A = erzielte Assists; Pkt oder Pts = erzielte Scorerpunkte; SM oder PIM = erhaltene Strafminuten; +/− = Plus/Minus-Bilanz; PP = erzielte Überzahltore; SH = erzielte Unterzahltore; GW = erzielte Siegtore; 1 Play-downs/Relegation; Kursiv: Statistik nicht vollständig)